# Santa Maria de Miralles
Santa Maria de Miralles és un municipi de la comarca de l'Anoia.
Al municipi hi ha la seu de l'empresa Petromiralles, una de les distribuïdores de carburants més importants de Catalunya.

## Geografia
- Llista de topònims de Santa Maria de Miralles (Orografia: muntanyes, serres, collades, indrets..; hidrografia: rius, fonts...; edificis: cases, masies, esglésies, etc).

## Llocs d'interès
- Castell de Miralles, del segle x, situat en un turó a l'extrem de la serra de Queralt.[1] Està documentat des de l'any 960 i actualment en ruïnes. A la part més elevada hi ha un recinte emmurallat, amb murs construïts amb la tècnica de l'opus spicatum, i a la part inferior hi ha restes de l'antic poble amb la primera línia de defensa.[1]

- L'església romànica de Santa Maria del castell de Miralles, situada als peus del castell, dins del que fou el seu recinte fortificat.[2] És un edifici romànic d'una nau coberta amb una volta lleugerament apuntada, datada cap a finals del romànic, vers el segle xiii.[2] La porta d'accés al mur sud és de mig punt.[2]

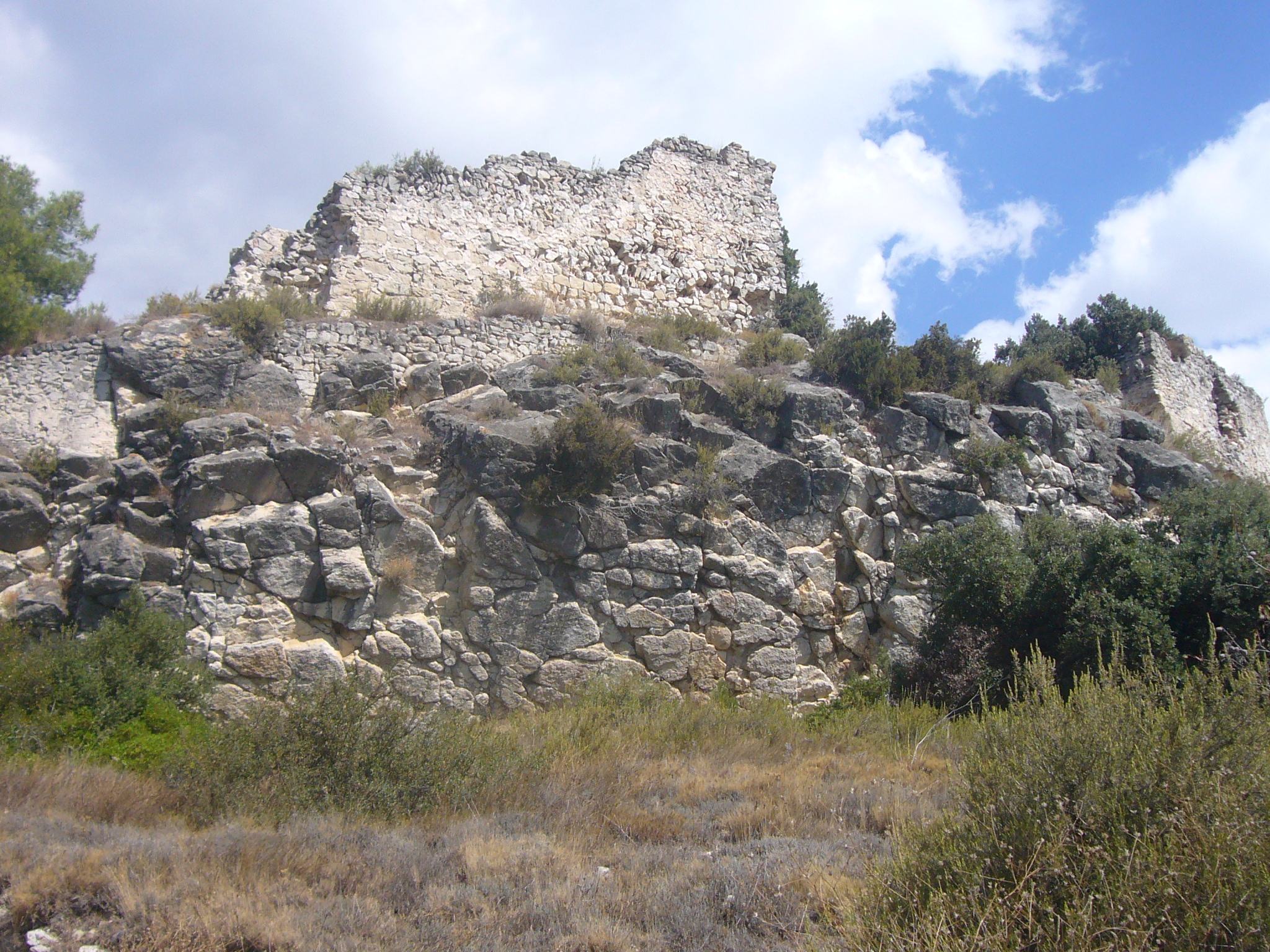
Castell de Miralles, recinte superior
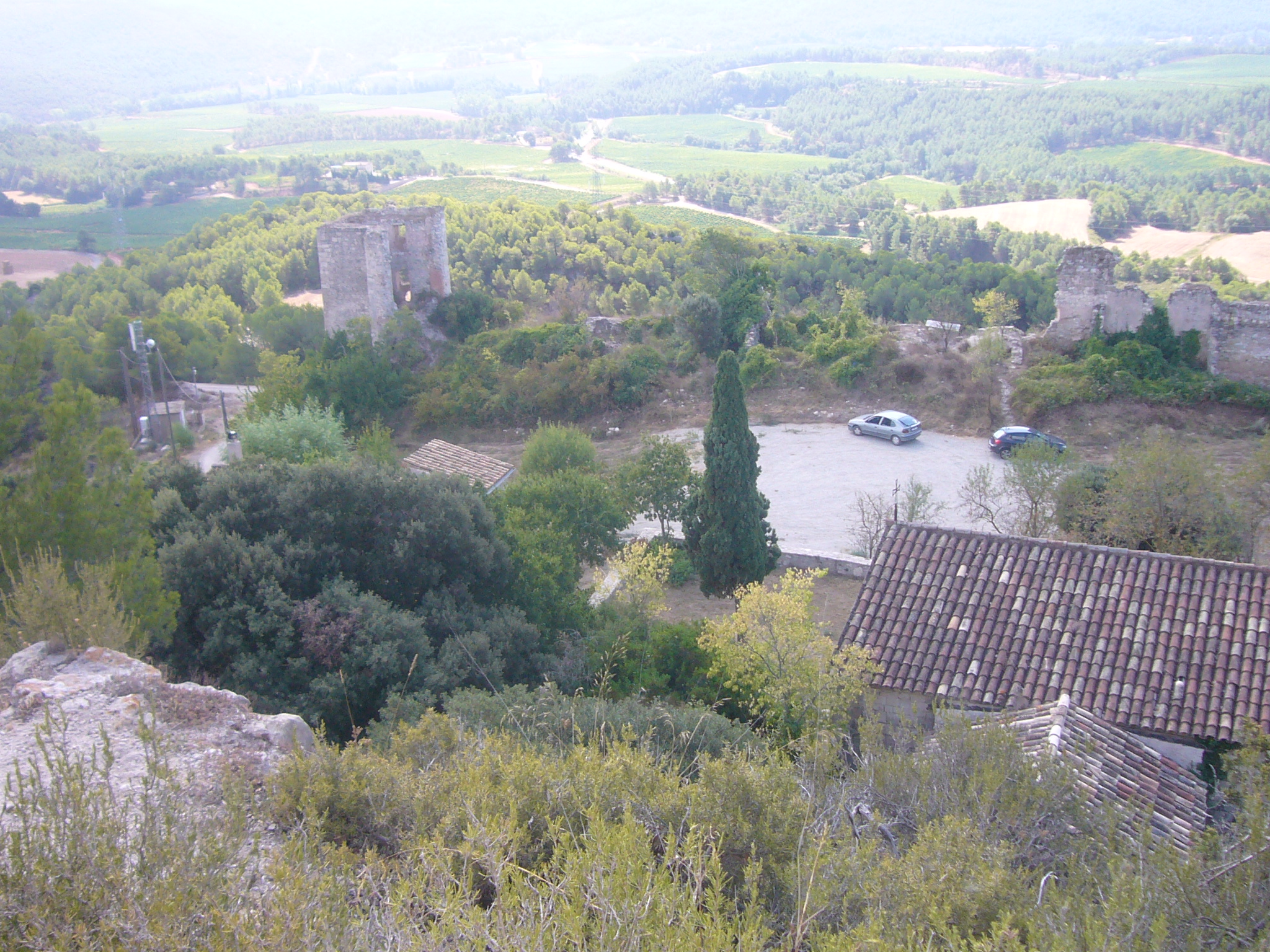
Castell de Miralles, vista de la part inferior
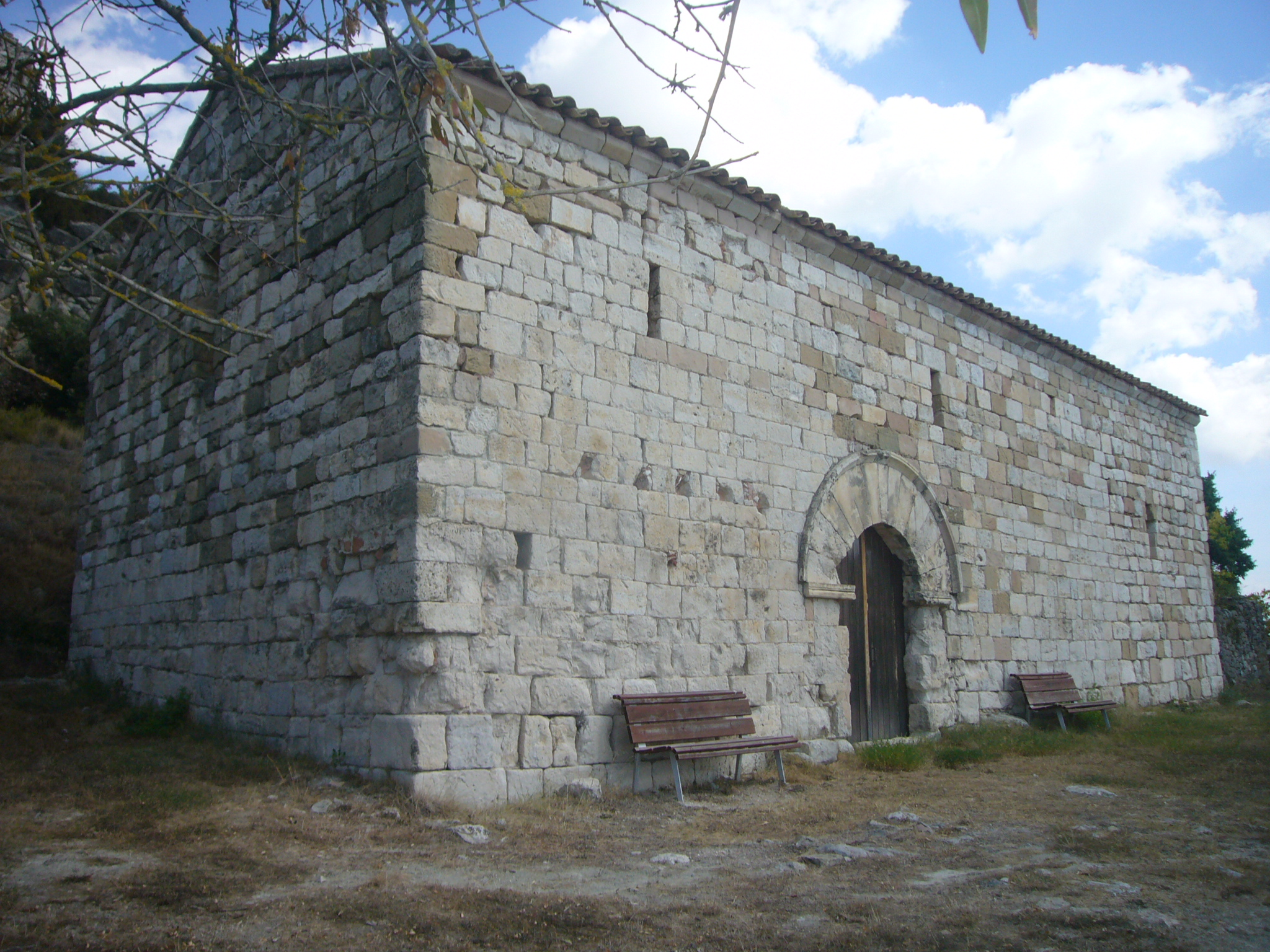
Església romànica de Santa Maria del Castell de Miralles

## Demografia
| 1497 f | 1515 f | 1553 f | 1717 | 1787 | 1857 | 1877 | 1887 | 1900 | 1910 |
| ------ | ------ | ------ | ---- | ---- | ---- | ---- | ---- | ---- | ---- |
| 24     | 24     | 22     | 92   | 128  | 353  | 398  | 419  | 409  | 402  |

| 1920 | 1930 | 1940 | 1950 | 1960 | 1970 | 1981 | 1990 | 1992 | 1994 |
| ---- | ---- | ---- | ---- | ---- | ---- | ---- | ---- | ---- | ---- |
| 415  | 348  | 333  | 341  | 234  | 160  | 98   | 114  | 108  | 108  |

| 1996 | 1998 | 2000 | 2002 | 2004 | 2006 | 2008 | 2010 | 2012 | 2014 |
| ---- | ---- | ---- | ---- | ---- | ---- | ---- | ---- | ---- | ---- |
| 96   | 94   | 88   | 98   | 115  | 128  | 130  | 133  | 132  | 140  |

| 2016 | 2018 | 2020 | 2022 | 2024 | 2026 | 2028 | 2030 | 2032 | 2034 |
| ---- | ---- | ---- | ---- | ---- | ---- | ---- | ---- | ---- | ---- |
| 132  | 128  | 119  | 138  | 137  | -    | -    | -    | -    | -    |